# Rafanata
Le rafanata est un plat typique de la cuisine lucanienne.

## Caractéristiques
C'est une sorte de frittata faite avec du raifort, des pommes de terre et du fromage. D'autres variantes sont aussi préparées avec de la mie de pain ou du salami. Elle est préparée dans la période du carnaval et elle prend son nom du raifort paysan, c'est-à-dire le rhizome de la plante Armoracia rusticana, une racine au goût fortement balsamique et piquant. La recette, dont il existe des variantes selon la zone de la Basilicate, prévoit beaucoup d'œufs, assaisonnés abondamment avec du pecorino et du raifort frais râpé.
Dans les variantes, on ajoute de la mie de pain, ou de la charcuterie (par exemple, une saucisse très grasse ou un gros salami de viande de porc assaisonnée). La cuisson doit être très lente, au four ou à la braise. Coupé en tranches, le rafanata est servi disposé entre deux tranches de pain. Une autre variante prévoit le même mélange, mais fait de boulettes qu'on fait frire longuement dans l'huile d'olive.
Le rafanata est typique des périodes de carnaval et d'hiver.